# Ante

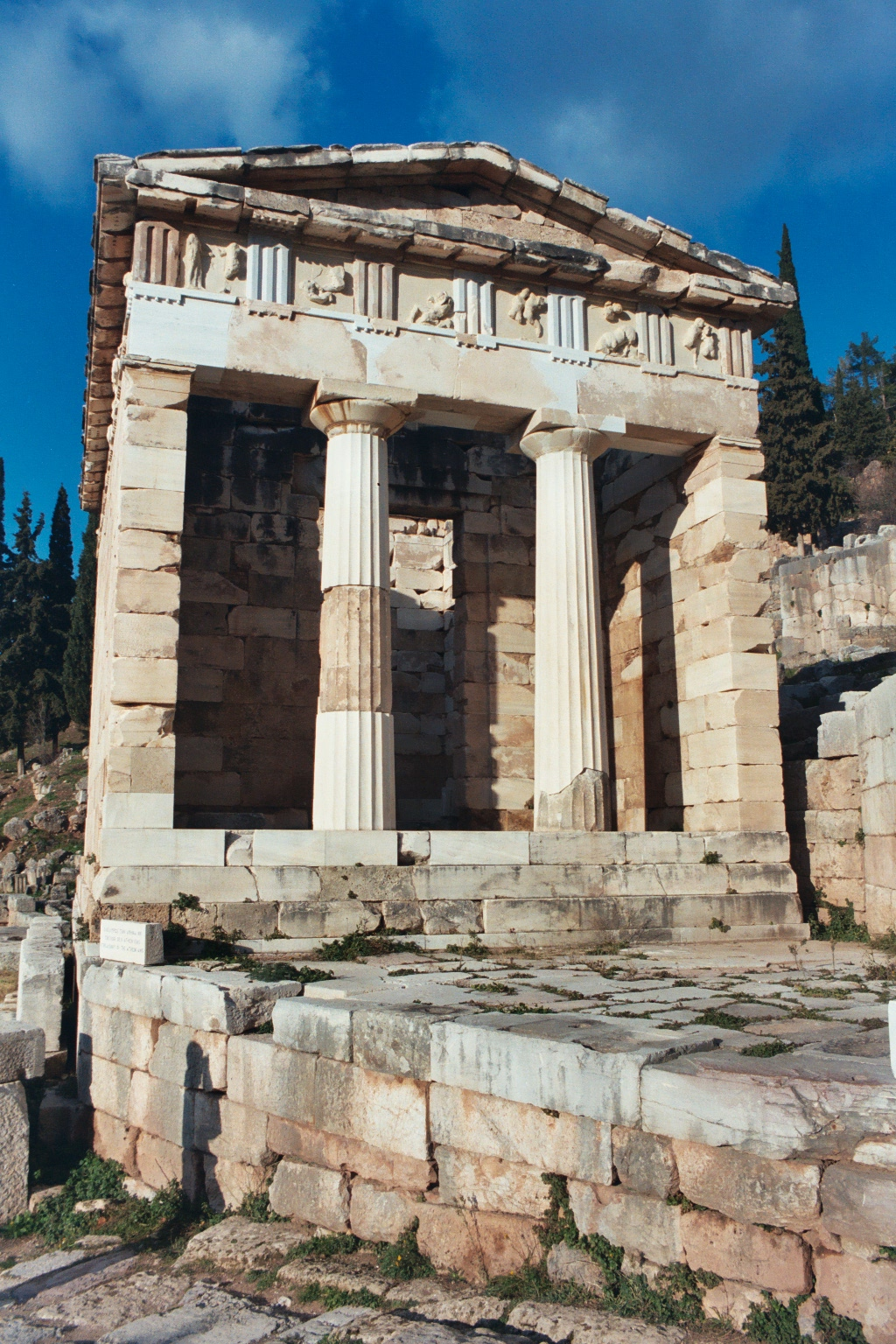
Het schathuis van de Atheners te Delphi, de voorhal met anten.

Ante (mv. anten) is een technische term uit de architectuur. 
Hij wordt gebruikt voor de vooruitspringende delen van de zijmuren van een Griekse/Romeinse tempel, die een voorgalerij of pronaos vormen. Zo'n tempel wordt antentempel genoemd. Wanneer de anten aan vóór- en achterzijde voorkomen, spreekt men van een dubbele antentempel. 
Voor afbeeldingen: zie Griekse architectuur.